# Bernd Siemer
Bernd Siemer ist ein ehemaliger deutscher Basketballspieler.

## Leben
Siemer spielte Basketball beim Hamburger Verein SV Lurup. Mit dem VfL Pinneberg war er in der 2. Basketball-Bundesliga vertreten. In der Saison 1979/80 gehörte Siemer mit dem VfL an der Seite von Thomas Timm und dem US-Amerikaner Andrew Prince zu den Spitzenmannschaften der Liga, man erreichte die Aufstiegsrunde zur Basketball-Bundesliga. Der Sprung in die erste Liga gelang Siemer mit Pinneberg nicht, er spielte aber ab Oktober 1980 unter Trainer Dietfried Kienast für den Hamburger TB in der Bundesliga.